# Villa Scharinska
La villa Scharinska (nom local: Scharinska villan) est un bâtiment situé à Umeå, en Suède. Construite en 1904, elle est un bâtiment classé de Suède.

## Histoire
Le bâtiment est construit en 1904 par l'architecte Östberg pour Egil Unander-Scharin et sa famille.
En 1957, le bâtiment est vendu à la municipalité d'Umeå qui en fait un lieu d'activités pour les étudiants. La villa devient un monument national (Byggnadsminne) en 1981.
Dans les années 2000, le bâtiment est utilisé comme scène musicale dédié au rock. L'extérieur est rénové en 2014.

## Architecture
Le bâtiment est construit sur trois étages et une frise souligne le troisième étage.
La villa arbore une couleur rose dans un style victorien. Le fer forgé présent sur les balcons rappelle le style rococo. La porte d'entrée, sculptée, représente des têtes d'anges et des feuillages.
À l'intérieur, les murs sont lambrissés et une salle contient des mosaïques.
La villa possède une dépendance, la maison du jardinier, dans un style identique au bâtiment principal.

## Galerie

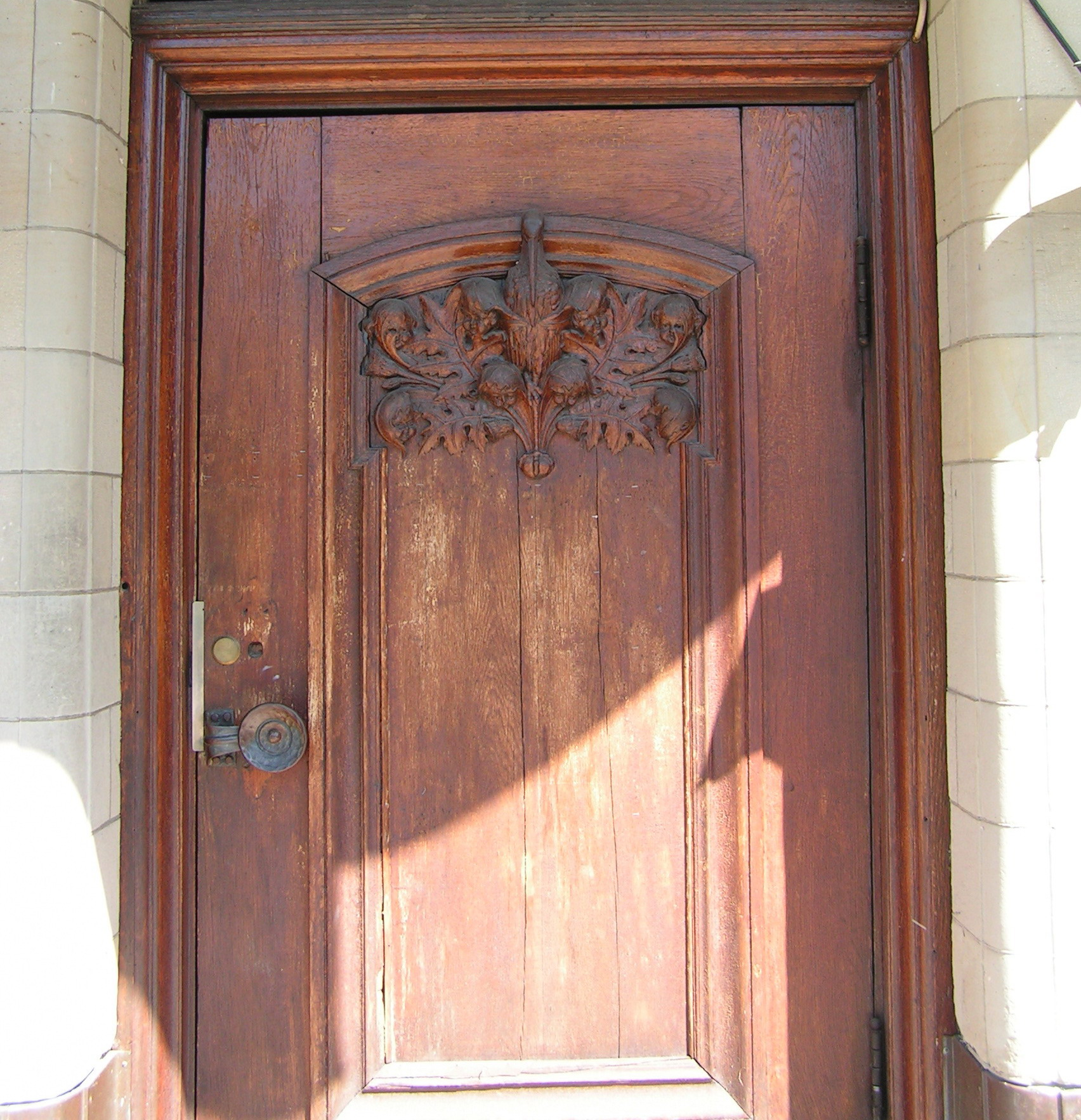
La porte d'entrée sculptée.
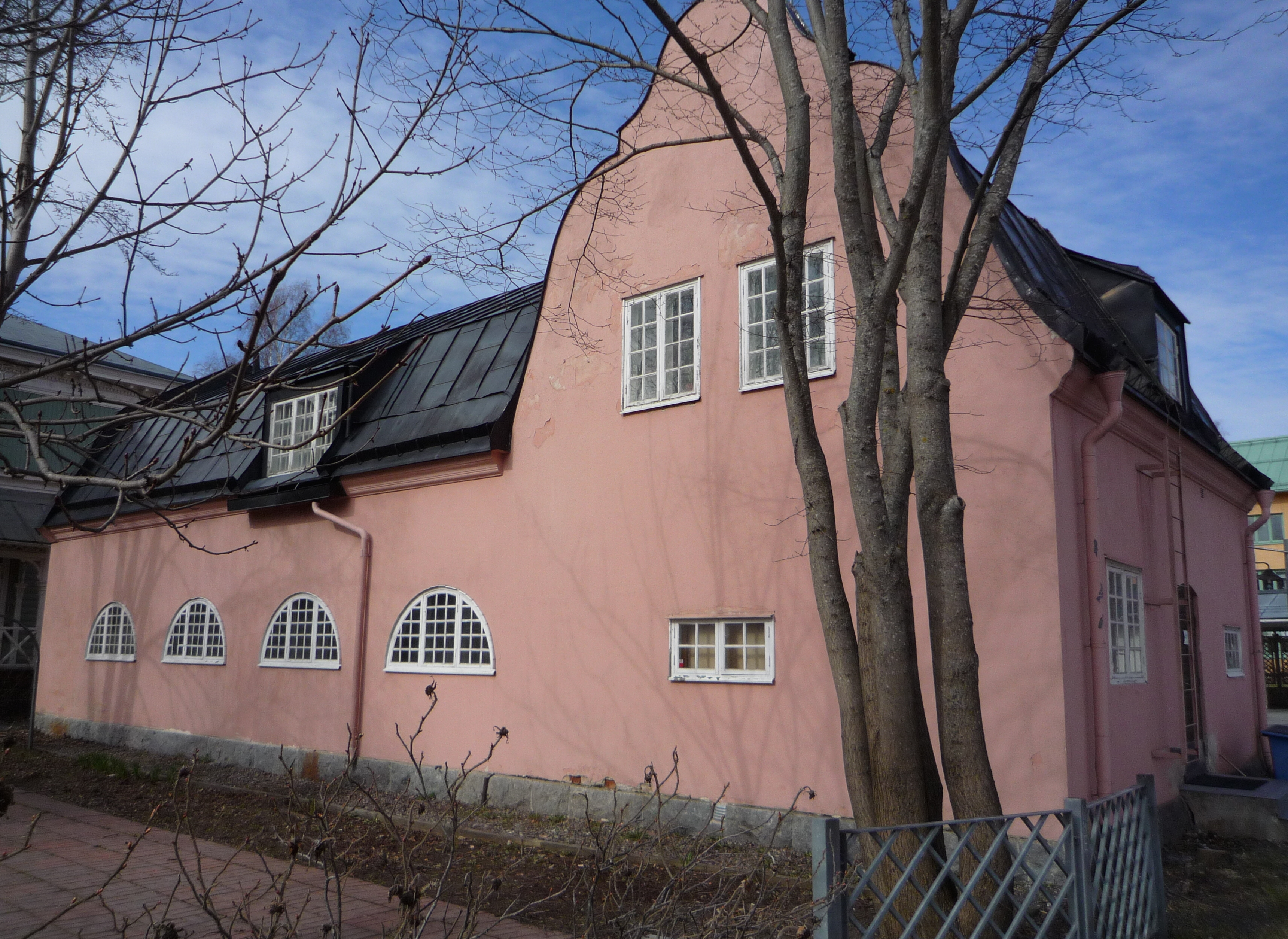
La maison du jardinier.
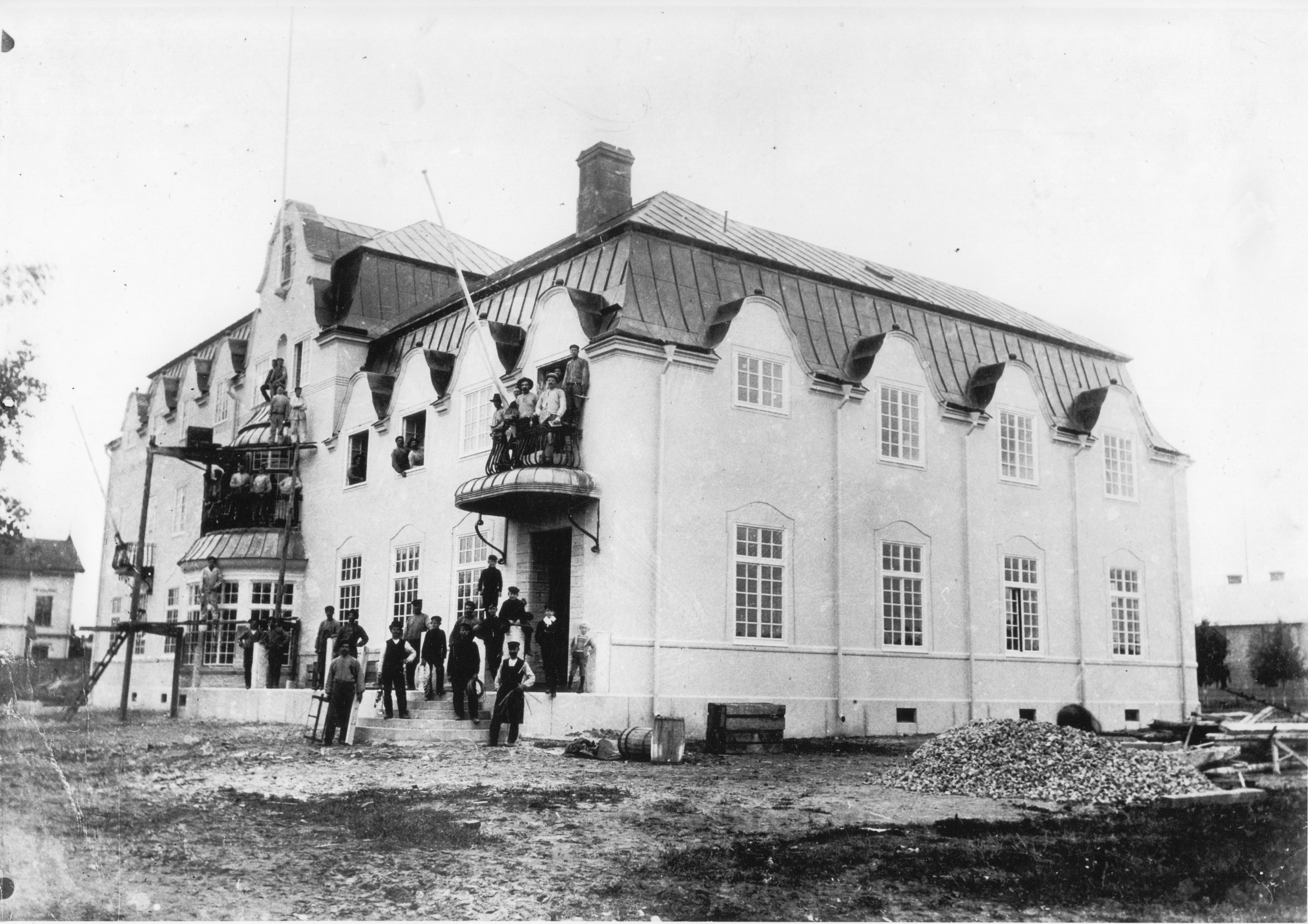
La villa lors de sa construction en 1905.